# Froggatt-Schmalfuß-Beutelmaus
Die Froggatt-Schmalfuß-Beutelmaus (Sminthopsis froggatti) ist eine Beutelsäugerart aus der Familie der Raubbeutler, die im trockenen Nordosten des australischen Bundesstaates Western Australia und im Westen des Northern Territory vorkommt.

## Beschreibung
Die Beutelmausart erreicht eine Kopf-Rumpf-Länge von 7 bis 10 Zentimeter, hat einen 7 bis 11 Zentimeter langen Schwanz und erreicht ein Gewicht von 15 bis 25 Gramm. Hinsichtlich der Gesamtlänge ist sie damit mit der Dickschwänzigen Schmalfußbeutelmaus (Sminthopsis crassicaudata) vergleichbar, der Schwanz ist jedoch deutlich länger. Er ist an der Basis breiter und wird zu Spitze hin immer dünner. Die Ohren sind viel kleiner und die Interdigitalballen (Ballen zwischen den Zehen) unterscheiden sich von denen der Dickschwänzigen Schmalfußbeutelmaus dadurch, dass sie glatt sind, während die der Dickschwänzigen Schmalfußbeutelmaus eine feine Körnung aufweisen. Das Bauchfell ist weißlich. Das Gebiss ähnelt dem der Dickschwänzigen Schmalfußbeutelmaus, aber die Prämolaren nehmen nicht so gleichmäßig an Größe zu wie bei dieser Art.

## Systematik
Die Froggatt-Schmalfuß-Beutelmaus wurde 1887 durch den australischen Zoologen Edward Pierson Ramsay als Antechinus froggatti erstmals wissenschaftlich beschrieben und zu Ehren des australischen Insektenkundlers Walter Wilson Froggatt benannt, der den Holotyp zur Verfügung gestellt hat. Schon ein Jahr später wurde sie durch den britischen Zoologen Oldfield Thomas mit der Dickschwänzigen Schmalfußbeutelmaus synonymisiert. Der US-amerikanische Zoologe George Henry Hamilton Tate synonymisierte die Froggatt-Schmalfuß-Beutelmaus 1947 mit der Streifengesicht-Schmalfuß-Beutelmaus (Sminthopsis macroura). Im 2015 erschienenen Beuteltierband des Standardwerks Handbook of the Mammals of the World wird sie dieser als Unterart zugeordnet. In einer 2020 veröffentlichten Studie über die in den ariden Gebieten Australiens vorkommenden Arten der Unterfamilie Sminthopsinae wurde festgestellt, dass es sich bei der Froggatt-Schmalfuß-Beutelmaus um eine eigenständige Art handelt, was in der Datenbank zur Säugersystematik der American Society of Mammalogists auch so übernommen wurde. Die Terra typica der Art ist ein Strand am King Sound in der Kimberley-Region.